# 2007年の出版
2007年の出版（2007ねんのしゅっぱん）は、2007年の出版に関するできごとについてまとめた記事である。

## 1月
- 1月1日 - 13桁の新ISBN規格完全施行。
- 1月4日 - 旧角川書店を、角川書店、角川マガジンズなどに再編。
- 1月4日 - 東京法経学院出版倒産。
- 1月16日 - フリーペーパーのコミック誌『コミック・ガンボ』（デジマ）創刊。
- 1月26日 - ケータイ小説『赤い糸』（ゴマブックス）発売（100万部（2007年2月現在））。

## 2月
- 2月1日 - 児童雑誌『ディズニーランド』（講談社）休刊（最終号は2007年3月号）。
- 2月24日 - コミック誌『COMIC魔法のiらんど』（双葉社）創刊。
- 2月26日 - コミック誌『COMICジャンク』（あおば出版）創刊。
- 2月26日 - 旅行情報誌『大人のウォーカートラベル』（角川クロスメディア）創刊。
- 2月28日 - 「扶桑社新書」（扶桑社）創刊。

## 3月
- 3月7日 - 女性誌『AneCan』（小学館）創刊。
- 3月7日 - 女性誌『marisol』（集英社）創刊。
- 3月7日 - 女性誌『GRACE』（世界文化社）創刊。
- 3月10日 - 音楽雑誌『ローリング・ストーン日本版』（インターナショナル・ラグジュアリー・メディア）創刊。
- 3月13日 - 「アスキー新書」（アスキー）創刊。
- 3月14日 - プロレス雑誌『週刊ゴング』（日本スポーツ出版社）休刊（最終号は3月28日号（通巻1168号））。
- 3月20日 - コミック誌『コミックチャージ』（角川書店）創刊。
- 3月26日 - 雑誌『RikaTan 理科の探検』（星の環会）創刊。
- 3月30日 - 英知出版倒産。

## 4月
- 4月9日 - リーフ出版と雄飛が倒産。
- 4月11日 - 成人向け漫画雑誌『COMICパピポ』の増刊号として『コミックレヴォリューション』（フランス書院）創刊。
- 4月16日 - コミック誌『コミックマーブル』（竹書房）創刊。
- 4月25日 - フリーペーパー『中央公論Adagio』（読売メディアセンター）創刊。

## 5月
- 5月11日 - コミック誌『コミックエール!』（芳文社）創刊。
- 5月21日 - コミック誌『コミックブレイドZEBEL』（マッグガーデン）休刊。
- 5月24日 - ライトノベル系の「ガガガ文庫」、「ルルル文庫」（小学館）創刊。
- 5月28日 - コミック誌『コミック三国志マガジン』（メディアファクトリー）休刊。

## 6月
- 6月1日 - 有料オンライン雑誌『SooK』（小学館）創刊。
- 6月6日 - コミック誌『月刊少年ジャンプ』（集英社）休刊（最終号は2007年7月号）。
- 6月15日 - コミック誌『凛花』（小学館）創刊。
- 6月15日 - コミック誌『コミックブレイドMASAMUNE』（マッグガーデン）休刊（最終号は2007年7月・9月合併号）。
- 6月18日 - コミック誌『コミック百合姫S』（一迅社）創刊。
- 6月19日 - コミック誌『コミックヨシモト』（ヨシモトブックス）創刊。
- 6月23日 - コミック誌『ハムスペ』（あおば出版）休刊（最終号は2007年8月号）。
- 6月25日 - 雑誌『マジキュー』（エンターブレイン）休刊。
- 6月26日 - コミック誌『COMICジャンク』（あおば出版）、5号で休刊（最終号は2007年8月号）。
- 6月29日 - コミック誌『増刊ヤングガンガン』（スクウェア・エニックス）創刊。

## 7月
- 7月5日 - あおば出版、民事再生手続開始申立て。
- 7月19日 - コミック誌『月刊少年ファング』（リイド社）休刊（最終号は2007年9月号）。

## 8月
- 8月1日 - ブックオフの子会社ブックオフオンラインが同名の新刊ネット書店をオープン。
- 8月25日　- 内外出版社の自動車専門誌『高速有鉛デラックス』を創刊。
- 8月28日 - 丸善とAmazon.co.jpが共同で「丸善オンラインストア」を開設。
- 8月29日 - 水野敬也著『夢をかなえるゾウ』（飛鳥新社）発売（100万部突破）。
- 8月31日 - 『イミダス』（集英社）、『知恵蔵』（朝日新聞社）2008年度版が発売されないこと（2006年11月発売の2007年度版で休刊）が明らかになる。

## 9月
- 9月1日 - 女性誌『e'clat』（集英社）創刊。
- 9月2日 - 「2ちゃんねる新書」（ぶんか社）創刊。
- 9月5日 - 桃園書房及び子会社の司書房倒産。
- 9月12日 - 女性誌『Dear』（エスクァイア・マガジン・ジャパン）創刊。
- 9月15日 - コミック誌『月刊コミックブレイドアヴァルス』（マッグガーデン）創刊。
- 9月15日 - Jamais Jamais著『B型自分の説明書』（文芸社）発売（100万部突破）。
- 9月18日 - コンピューター雑誌『MacPOWER』（アスキー）休刊（最終号は2007年10月号）。
- 9月18日 - コミック誌『コミックヨシモト』（ヨシモトブックス）、7号で休刊。
- 9月19日 - コミック誌『電撃黒「マ）王』（メディアワークス）創刊。
- 9月30日 - 朝日ソノラマ解散。

## 10月
- 10月4日 - 夏目書房（『「買ってはいけない」は買ってはいけない』を出版）が業務停止。
- 10月6日 - コンピュータ雑誌『ネットランナー』（ソフトバンククリエイティブ）休刊（最終号は2007年11月号）。
- 10月20日 - 女性誌『クロワッサンPremium』（マガジンハウス）創刊。
- 10月26日 - コミック誌『ケロケロエース』（角川書店）創刊。

## 11月
- 11月上旬 - 雑誌『現代コリア』（現代コリア研究所）休刊（最終号は通巻476号）。
- 11月2日 - コミック誌『ジャンプスクエア』（集英社）創刊。
- 11月7日 - 「ゴマ文庫」（ゴマブックス）創刊。
- 11月8日 - コンピュータ雑誌『ネトラン』（にゅーあきば）創刊。
- 11月12日 - 女性誌『ヴァンテーヌ』（アシェット婦人画報社）休刊（最終号は2007年12月号）。
- 11月15日 - コミック誌『コミックボンボン』（講談社）休刊（最終号は2007年12月号）。

## 12月
- 12月5日 - 雑誌『ダカーポ』（マガジンハウス）休刊（最終号は2007年12月下旬号（通巻620号））。
- 12月5日 - 雑誌『セカンドライフマガジン』（インプレスR&D）創刊。
- 12月11日 - コミック誌『コミック・ガンボ』（デジマ）休刊（最終号は第48号））。
- 12月27日 - コンピュータ雑誌『DOS/V magazine』（ソフトバンククリエイティブ）休刊（最終号は2008年2月号）。

* 特記した場合を除き、創刊、休刊・廃刊、復刊の日付は、それぞれ創刊号、最終号、復刊号の発売日である。